# Премия Феррана Суньер и Балагера
Премия Феррана Суньер-и-Балагера является престижным признанием в области математики, впервые присужденный в 1993 году. Она чтит память Феррана Суньер-и-Балагера (1912—1967), самобытного каталонского математика, который, несмотря на физические ограничения, внес значительный вклад в теорию классического анализа.

### Цель
Премия предназначена для награждения исключительной математической монографии, которая проясняет и освещает последние достижения в актуальной области математических исследований.

### Критерии
Монография-победитель должна:
- Быть выдающейся по содержанию и изложению;
- Представлять последние разработки в активной области математики;
- Быть написана разъяснительным языком, доступным для широкой аудитории.

### Приз
По состоянию на 2017 год денежный приз составляет 15 000 евро. Кроме того, победная монография публикуется в серии «Прогресс в математике» издательства Биркхаузер-Верлага. Премия присуждается Фондом Феррана Суньер-и-Балагера

### Получатели
Получателями премии Феррана Суньер-и-Балагера являются:
- 1993: Александр Любоц
- 1994: Клаус Шмидт
- 1995: Не присуждено
- 1996: В. Мурти, М.Рам Мурти
- 1997: Альбрехт Бётчер, Ю. И. Карлович
- 1998: Хуан Х. Моралес-Руис
- 1999: Патрик Дехорной
- 2000: Хуан-Пабло Ортега, Тудор Ратиу
- 2001: Мартин Голубицкий, Ян Стюарт
- 2002: Александр Любоц, Дэн Сигал
- 2002: Андре Унтербергер
- 2003: Фуэнсанта Андреу-Вайо, Хосе М. Масон
- 2004: Гай Дэвид
- 2005:Антонио Амбросетти, Андреа Мальчиоди
- 2005: Хосе Сиде
- 2006: Сяонан Ма, Джордж Маринеску
- 2007: Роза М. Миро-Ройг
- 2008: Луис Баррейра
- 2009: Тим Браунинг
- 2010: Карло Мантегацца
- 2011: Джейс Гетц и Марк Горески
- 2012: Анхель Кано, Хуан Пабло Наваррете, Хосе Сиде.
- 2013: Ксавье Толса
- 2014: Вероник Фишер, Михаил Ружанский
- 2015: Не присуждено
- 2016: Владимир Тураев, Алексис Вирелизье
- 2017: Антуан Шамбер-Луар, Йоханнес Никез, Жюльен Себаг
- 2018: Михаил Ружанский, Дурвудхан Сураган
- 2019: Не присуждено
- 2020: Урци Буйс, Джованни Катино, Ив Феликс, Паоло Мастролия, Анисето Мурильо, Даниэль Танре
- 2021 Тим Браунинг
- 2022 Паскаль Ашер, Мориц Эгерт
- 2023 Ксавье Фернандес-Реал, Ксавье Рос-Отон

Смотрите также
Список наград по математике
Рекомендации